# Anisodes zeuctospila
Anisodes zeuctospila är en fjärilsart som beskrevs av Louis Beethoven Prout 1920. Anisodes zeuctospila ingår i släktet Anisodes och familjen mätare. Inga underarter finns listade i Catalogue of Life.